# Kirkor Kirkorov
Kirkor Kirkorov (in bulgaro Киркор Киркоров?; Varna, 4 marzo 1968) è un ex pugile bulgaro.

## Palmarès

### Mondiali dilettanti
- 2 medaglie:
  - 1 oro (Sydney 1991 nei pesi piuma)
  - 1 argento (Mosca 1989 nei pesi piuma)

### Europei dilettanti
- 1 medaglia:
  - 1 oro (Atene 1989 nei pesi piuma)